# Titanatemnus thomeensis
Titanatemnus thomeensis är en spindeldjursart som först beskrevs av Edvard Ellingsen 1906.  Titanatemnus thomeensis ingår i släktet Titanatemnus och familjen Atemnidae. Inga underarter finns listade i Catalogue of Life.